# Marian Miszczuk
Marian Miszczuk (ur. 15 sierpnia 1953 w Bydgoszczy, zm. 30 listopada 2022) – ekonomista i historyk, absolwent Wydziału Handlu Zagranicznego SGPiS (obecnie SGH), studia doktoranckie w Instytucie Historii PAN, stypendysta Cambridge University.
Był autorem książek z zakresu historii harcerstwa, m.in. Genezy Harcerstwa, redaktorem Harcerskiego Biuletynu Informacyjnego (1982-1987) oraz serii Prace Zespołu Historycznego GK ZHP (18 pozycji). Wydawca 2 tomów wspomnień Haliny Martin (Nic się nie dzieje bez przyczyny, Przypadek albo Przeznaczenie), autor ponad 50 artykułów historycznych i popularyzatorskich, audycji radiowych i telewizyjnych.
Książki:
Harcerki o swojej służbie. Problemy pracy starszych dziewcząt na łamach „Skrzydeł” 1930-1939, Cz. I i II. Wybór tekstów i opracowanie... MAW, Warszawa 1982
Spis tytułów prasy harcerskiej 1911-1939, Warszawa 1983
Geneza harcerstwa. Wybór i opracowanie... Wyd. II. MAW, Warszawa 1985
Spis tytułów prasy harcerskiej 1945-1949 (Związek Harcerstwa Polskiego), Warszawa 1987
Harcerskie symbole, Kraków 1988 i 1989
Bibliografia emigracyjnej i polonijnej prasy harcerskiej 1914-2001, Warszawa 2001
Harcerska prasa dla dzieci i młodzieży wydawana na Wyspach Brytyjskich w latach 1941-1948, Warszawa 2004
Jan Rossman pseudonim „Wacek”, Wydawnictwo Tomiko, Warszawa 2009
Naczelnik. Adolf Zbigniew Heidrich (1899-1983). Biografia harcerska, Warszawa 2013.
(współautor)
Wiesław Kukla, Marian Miszczuk, Emigracyjna i polonijna prasa harcerska 1914-2003. Materiały i źródła, Wydawnictwo Tomiko, Warszawa 2002
Wiesław Kukla, Marian Miszczuk, Dzieje harcerstwa na obczyźnie 1912–2006. Zarys problematyki, Seria: Dzieje harcerstwa na uchodźstwie i poza krajem t. 1, Wydawnictwo Tomiko, Warszawa 2006
Wiesław Kukla, Marian Miszczuk, Bibliografia harcerskich emigracyjnych i polonijnych druków zwartych, jednodniówek, kalendarzy i miscelaneów wydanych w latach 1912–2004, Seria: Dzieje harcerskich wydawnictw polonijnych i emigracyjnych t. 4, Wydawnictwo Tomiko, Warszawa 2006
W. Kukla, M. Miszczuk, "Polish Scouting Publishing in the United States of America, the United Kingdom, Canada and Australia (1913 – 2009). Outline of History and Bibliography, Harcerska działalność wydawnicza w Stanach Zjednoczonych Ameryki, Wielkiej Brytanii, Kanadzie i Australii (1913 – 2009). Zarys dziejów wraz z bibliografią", Warszawa 2009.
W. Kukla, M. Miszczuk, Harcerska działalność wydawnicza w Europie, Azji, Ameryce Południowej od 1912 r. Zarys dziejów wraz z bibliografią, Warszawa 2012.
Ważniejsze artykuły:
biograficzne: 
Wacław Błażejewski 1902-1986 (1), „Harcerstwo” 1988 nr 3, s. 33-43, (2) 1988 nr 4, s. 29-34;
Ewa Konstancja Grodecka - jej życie i książki, „Motywy” 1985 nr 33, 35, 36, 38, 40;
Józef Sosnowski (1904-1975). Biografia harcerska (1). „Harcerstwo” 1995, nr 11/12, s. 41-49; (2) 1996 nr 1/2, s. 14-21; nr 3, s. 13-25; (4) nr 4, s. 28-38.
Michał Grażyński na emigracji we Francji (październik 1939 – czerwiec 1940), „Niepodległość” 2010, t. LIX, s. 74-106.
Naczelnik Adolf Zbigniew Heidrich (1899–1983) Biografia harcerska – cz. I
Naczelnik Adolf Zbigniew Heidrich (1899–1983) Biografia harcerska – cz. II
bibliograficzne: 
Bibliografia harcerskich bibliografii za lata 1913-1978, „Harcerstwo” 1979 nr 6, s. 12-17
Harcerskie bibliografie 1913-1978, „Harcerstwo” 1979 nr 5, s. 19-24
prasoznawcze: 
Bilans otwarcia. Ruch wydawniczy 1911-1920, „Harcerstwo” 1989 nr 12/122, s. 22-34;
Prasa harcerska – zarys historyczny (1911-1956), Leksykon Harcerstwa z. 21, s. 324-329 (wkładka do) „Harcerstwo” Warszawa 1979 nr 9;
„Wiadomości Urzędowe”, „Harcerstwo” 1976 nr 7/8, s. 77-80
Emigracja i Polonia: 
Kamienie na szaniec, „Słowo Ojczyste” Londyn 1991, nr 1, s. 11-15;
Bronisław Marian Pancewicz „Samotny Wilk”, „Harcerstwo” 1991, nr 4/5, s. 47-52;
Początki harcerstwa męskiego w Detroit (1949–1956), „Harcerstwo” 1991, nr 10, s. 37–40;
U źródeł powstania ZHP poza granicami kraju, Rocznik Historii Harcerstwa, t. 5, Warszawa 2009, s. 63-83.
monografie: 
Bydgoskie. Kroki do syntezy, „Harcerstwo” 1987, nr 2/3, s. 12-25;
Junactwo. Z zapomnianych kart pracy metodami skautowymi wśród młodzieży wiejskiej i proletariackie, „Harcerstwo” 1981, nr 2, s. 25-32;
Miszczuk M., Rossman J., Sprawa warszawska. Rozbicie Komendy Warszawskiej Chorągwi Harcerzy przez Naczelnika Harcerzy w przededniu wybuchu II wojny światowej, „Harcerstwo” 1990, nr 2/3, s. 31-51
Symbole harcerstwa: 
Krzyż harcerski, „Motywy”1981 nr 1, s. 6-11; 
Krzyż harcerski (cz. 1 ), „Motywy” 1983 nr 28 (cz. 2) 29;
Symbol, „Na Przełaj” Warszawa 1983, nr 13, s. 6-10
Hasła, pozdrowienia, zawołania harcerskie, „Motywy” 1983 nr 31;
Lilijka harcerska, „Motywy” 1983 nr 33;
Z dziejów krzyża harcerskiego. Na uchodźstwie wojennym, „Dziennik Polski” Londyn 1990, nr z 14 czerwca;
Krzyż harcerski w czasie najtrudniejszej próby', „Materiały Historyczne Stowarzyszenia Szarych Szeregów” Warszawa 2004, nr 71, s. 41-45; 
Z krzyżem harcerskim w Persji - rok 1942, „Skaut. Harcerskie Pismo w Internecie" Tarnów 2007, nr 2, s. 9-11;
Krzyż harcerski, „Rocznik Historii Harcerstwa”, t. 4, Warszawa 2008, s. 81-98.
- Marian Miszczuk. Harcerska lilijka cz. I. „Skaut”. 2 (9), s. 10-15, lipiec 2005. [dostęp 2013-02-05].
- Marian Miszczuk. Harcerska lilijka cz. II. „Skaut”. 3 (10), s. 10-16, wrzesień 2005. [dostęp 2013-02-05.]
- Marian Miszczuk. Lilijka harcerska cz. III. „Skaut”. 2 (6), s. 15-20, 23 kwietnia 2006. [dostęp 2013-02-05.]